# Конрад Цельтіс
Конрад Целтіс (лат. Conrad Celtis, часом лат. Konrad Celtes, з прізвиськом Protucius; нім. Konrad Pickel/Bickel) (1459, Віпфельд біля Вюрцбурга — 1508, Відень, Австрія) — німецький неолатинський поет та гуманіст.

## Біографія
Народився в родині винороба. Ходив до школи у Вюрцбурзі. Навчався в Кельнському університеті, де 1479 року здобув ступінь бакалавра вільних мистецтв. 1482 року здійснив освітню подорож до Буди, де познайомився з Матвієм Корвіном. 1484 року поїхав до Гайдельберга, де вступив до Гайдельберзького університету, тут він вивчав риторику і поетику, які не викладалися в Кельні. В Гайдельберзі Целтіс став учнем німецького гуманіста Рудольфа Агріколи. 1486 року вирушив з освітньою метою до Італії. Після повернення з Італії одержав з рук імператора Фрідріха III  почесну корону поета та був призначений Максиміліаном I на посади бібліотекаря та професора риторики Віденського університету. Ініціював створення Колегіуму поетів і математиків.
Помер 4 лютого 1508 року у віці 49 років від сифілісу.

## Доробок

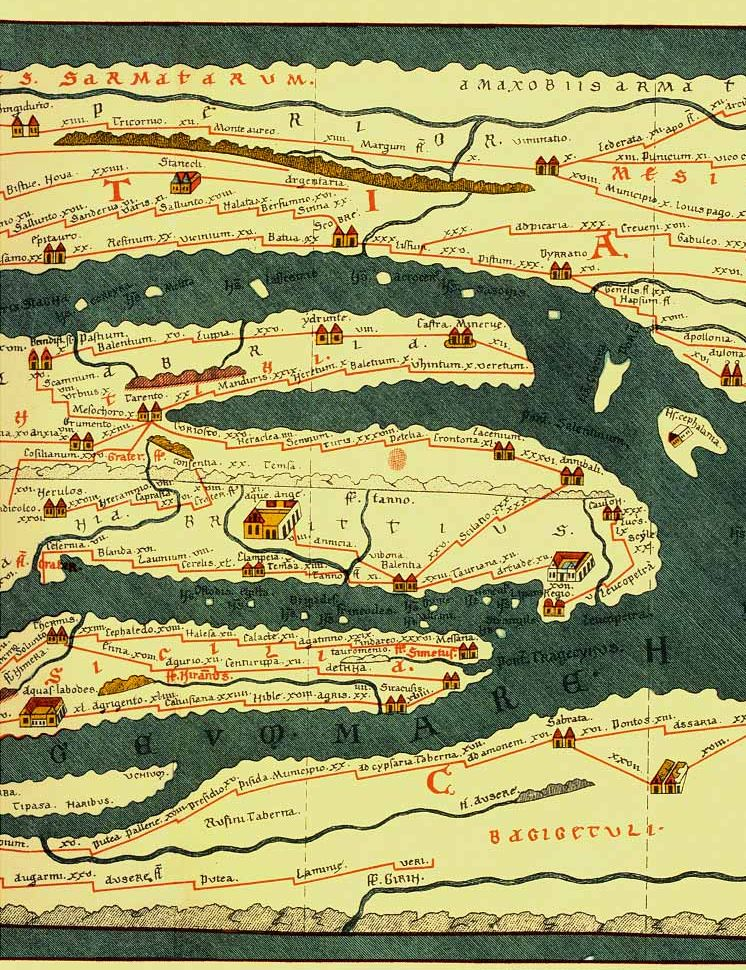
Пейтингерова таблиця, знайдена Цельтісом в бібліотеці у Вормсі (фрагмент)

Цельтіс був одним з найвизначніших німецьких гуманістів. Він був засновником численних гуманістичних товариств, так званих Sodalitas litteraria, так 1491 року він заснував «Sodalitas litteraria Rhenana», а 1497 року — «Sodalitas litteraria Danubiana». Його листування є важливим джерелом дослідження наукових зв'язків та гуманістичного спілкування в Німеччині.
У своїх ліричних творах Цельтіс наслідував Овідія та Горація. Його головним твором вважається Quattuor libri amorum («Чотири книги любовних поезій», Нюрнберг 1502). Нюрнберзьке видання було проілюстроване Альбрехтом Дюрером. Цельтіс був також відомий як автор епіграм та трактату з поетики (Ars versificandi et carminum, 1486)
Цельтіс був не лише визначним поетом, але також географом та видавцем. У Вормсі він знайшов копію давньої мапи доріг Римської імперії, яка зараз відома під назвою «Пейтингерова таблиця». В монастирі Святого Еммерама в Регенсбурзі він знайшов рукопис латинських творів Гросвіти Гандерсгаймської, які опублікував у Нюрнберзі під назвою Opera Roswithae. Окрім того Цельтіс опублікував твори Сенеки та Германію Тацита.
Брав активну участь у великому видавничому проекті Germania illustrata. В цьому виданні було зібрано всі тогочасні наукові відомості з історії Німеччини. Окрім розробки концепту Цельтіс є також автором розділу Germania generalis (1500) та портрету міста Нюрнберга De origine, situ, moribus et institutis Norimbergae libellus (1502). Інші тексти були написані Йоганном Авентином та Беатусом Ренанусом.
Одним з учнів Цельтіса був німецький гуманіст і поет Вінценц Ланг (Vincentius Longinus Eleutherius, † 1503).

## Твори
- Ars versificandi et carminum, Leipzig 1486, 1492
- Epitoma in utramque Ciceronis rhetoricam cum arte memorativa nova et modo epistolandi utilissimo, Ingolstadt 1492
- De Mundo des Apuleius, Wien 1497
- Carmen saeculare, Wien 1500
- Norinberga, 1495
- Ode auf St Sebald, Basel 1495
- Oratio in gymnasio Ingolstadio, 1492
- Germania generalis
- De origine, situ, moribus et institutis Norimbergae libellus, 1502
- Quattuor libri amorum (Amores), Nürnberg 1502
- Ludus Dianae und Rhapsodia, Augsburg 1505
- Germania illustrata, unvollendet
- Archetypus triumphantis Romae, незакінчено

Упорядкування й редагування
- Germania des Tacitus, Wien 1500
- Schriften Hrotsvithas von Gantersheim, Nürnberg 1501
- Sodalitas Augustana, разом з Конрадом Пейтінгером